# Barbus lufukiensis
Barbus lufukiensis е вид лъчеперка от семейство Шаранови (Cyprinidae). Видът е почти застрашен от изчезване.

## Разпространение
Разпространен е в Бурунди и Демократична република Конго.

## Описание
На дължина достигат до 11 cm.